# Croix-des-Missions
Croix-des-Missions est une section communale de la commune de Tabarre située dans le département de l'Ouest d'Haïti.

## Présentation générale
Le quartier de Croix-des-Missions forme une véritable cité au sein de la commune de Tabarre. Sa population avoisine les 2 000 habitants avant l'arrivée de milliers de réfugiés du tremblement de terre de janvier 2010. La ville a peu souffert du Séisme de 2010 à Haïti, malgré sa proximité avec le lieu de la catastrophe. La commune a accueilli de nombreux réfugiés de la capitale Port-au-Prince, située à une dizaine de kilomètres au sud-ouest du quartier.